# محوطه کنی ناصر
محوطه کنی ناصر مربوط به مفرغ است و در شهرستان دالاهو، بخش مرکزی، حاشیه شرقی شهر کرند غرب واقع شده و این اثر در تاریخ ۲۷ اسفند ۱۳۸۶ با شمارهٔ ثبت ۲۲۴۹۴ به‌عنوان یکی از آثار ملی ایران به ثبت رسیده است.